# János Libényi
János Libényi (Csàkvar, 8 dicembre 1831 – Vienna, 26 febbraio 1853) è stato un operaio ungherese.

## Biografia
Iniziò a lavorare fin da bambino come sarto per conto di Erzsébet Lukács e poi come sarto militare nel periodo della Rivoluzione ungherese del 1848. Svolse anche il servizio militare prima ad Arad, nel 1850 a Pest ed in seguito a Vienna l'anno dopo.
Venne coinvolto nei movimenti di resistenza, i quali lo portarono in seguito voler uccidere l'Imperatore Francesco Giuseppe I d'Austria.

## L'attentato
Il 18 febbraio 1853 Libényi passò ai fatti: mentre il sovrano austriaco si sporse fuori dai bastioni del castello di Hofburg per guardare i soldati, venne improvvisamente attaccato ma l'attentato fallì, poiché il coltello di Libényi rimase incastrato nella fibbia di metallo del colletto dell'Imperatore, procurando solo ferite superficiali. Prima che Libenyi potesse pugnalare una seconda volta, venne sopraffatto dall'assistente imperiale Maximilian O'Donell e da un comune cittadino viennese, Josef Ettenreich. Successivamente venne fermato dalla polizia, processato e condannato per impiccagione il 26 dello stesso febbraio di quell'anno ai piedi della Spinnerin am Kreuz. Con il suo atto Libényi tentò di vendicare i martiri della rivolta ungherese.